# Quy ước đặt tên tàu của Nhật
Tên tàu Nhật tuân theo các quy ước khác nhau từ những quy ước điển hình ở phương Tây. Tên tàu buôn thường chứa từ maru ở cuối (nghĩa là vòng tròn), trong khi tàu chiến không bao giờ được đặt tên theo người, mà là các vật vô tri vô giác như núi, hải đảo, hiện tượng thời tiết hoặc động vật.

## Tàu buôn
Từ maru (丸 có nghĩa là "vòng tròn") thường gắn liền với tên tàu Nhật. Con tàu đầu tiên được biết đến theo thực hành này là Nippon Maru, kỳ hạm của hạm đội của daimyō Toyotomi Hideyoshi trong thế kỷ 16. 
Một số lý thuyết giải thích tập tục này:
- Phổ biến nhất là đó là việc các con tàu được coi như những lâu đài nổi, từ Maru là chỉ đến "vòng tròn" phòng thủ hoặc Maru bảo vệ lâu đài.
- Chữ đuôi -maru thường được áp dụng cho các từ đại diện cho một cái gì đó được yêu quý, và thủy thủ áp dụng hậu tố này cho tàu của họ.
- Thuật ngữ maru được sử dụng trong bói toán và đại diện cho sự hoàn hảo hoặc vẹn tròn, hoặc con tàu là "một thế giới nhỏ bé của riêng nó".
- Huyền thoại của Hakudo Maru, một thiên sứ đến với trái đất và dạy con người cách đóng tàu. Người ta nói rằng tên maru được gắn vào một con tàu để mang lại sự bảo vệ của thiên sứ cho nó khi nó du hành.
- Trong vòng thế kỉ gần đây,chỉ có tàu dân dụng sử dụng từ maru. Việc sử dụng nó được dự định là một quy ước đặt tên hy vọng cho phép một con tàu rời cảng,chu du thế giới và trở về an toàn về cảng nhà: như một vòng tròn hoàn chỉnh hoặc "chuyến đi khứ hồi" trở lại lúc ban đầu của nó không bị tổn thương.
- Cũng lưu ý rằng "Hinomaru", hay "đĩa mặt trời", là tên thường được áp dụng cho lá cờ quốc gia của Nhật Bản.

Ngày nay nhiều tàu thương mại và tư nhân vẫn được đặt tên theo quy ước này.

## Tàu chiến

### Quy ước sơ khai
Khi Hải quân Đế quốc Nhật Bản được thành lập, Bộ Hải quân gửi tên tàu tiềm năng cho Thiên Hoàng để phê duyệt. Trong những năm đầu, những con tàu thường được đóng góp bởi Mạc phủ hoặc những gia tộc Nhật Bản và các tên tộc được giữ lại.
Từ năm 1891, thủ tục đã được thay đổi do những thay đổi trong cơ cấu chính phủ. Hai tên tàu sẽ được Bộ trưởng bộ Hải quân đệ trình lên Viên thị thần, người sau đó đã trình bày các lựa chọn cho Thiên Hoàng. Thiên Hoàng có thể chọn một trong những tên được đề xuất hoặc một trong những ý tưởng của riêng mình.
Các tàu chiếm được trong cuộc Chiến tranh Trung-Nhật đầu tiên giữ nguyên tên ban đầu của chúng nhưng với cách phát âm tiếng Nhật. Ví dụ, thiết giáp hạm Trung Quốc Chen Yuan trở thành Chin'en khi phục vụ Nhật Bản.
Năm 1876, Bộ trưởng bộ Hải quân được trao quyền chọn tên của những chiếc tàu phóng lôi mà không cần sự chấp thuận của hoàng tộc. Năm 1902, quyền được đặt tên cho các tàu khu trục cũng được giao cho Bộ trưởng Bộ Hải quân.
Năm 1895, một đề xuất đã được đưa ra bởi Bộ trưởng bộ Hải quân trong một nỗ lực để thiết lập một số tiêu chuẩn. Ông đề xuất rằng thiết giáp hạm và tàu tuần dương được đặt tên cho các tỉnh hoặc đền thờ bảo vệ Nhật Bản, tên của các tàu chiến khác được chọn từ tên của nước Nhật hoặc các tỉnh.
Các tàu chiếm được trong cuộc Chiến tranh Nga-Nhật được đổi tên thành tên Nhật. Một số tàu được đặt tên liên quan đến nơi chúng bị bắt hoặc một số khía cạnh khác của chiến tranh, chẳng hạn như tháng bắt giữ. Một số tàu của Nga được đặt tên Nhật Bản giống với tên tiếng Nga ban đầu của chúng (ví dụ: Angara trở thành Anegawa).
Năm 1921, Bộ trưởng bộ Hải quân được trao quyền chỉ định tên cho tất cả các tàu ngoại trừ thiết giáp hạm, thiết giáp-tuần dương và tuần dương hạm. Trong mọi trường hợp Hải quân phải báo cáo tên mới cho Thiên Hoàng ngay lập tức.

### Thiết lập quy ước đặt tên tàu năm 1905
Vào ngày 23 tháng 4 năm 1905, Bộ trưởng bộ Hải quân Yamamoto Gonbee  đã báo cáo cho ngai vàng về một tiêu chuẩn đặt tên tàu mới. Nó được quyết định vào ngày 1 tháng 8 năm 1905.
- Thiết giáp hạm: tỉnh, hoặc tên khác của nước Nhật
- Tàu tuần dương hạng nhất (và tàu với trọng tải hơn 7.500 tấn ): núi
- Tàu tuần dương hạng hai (và tàu với trọng tải 3.500 tấn - ít hơn 7.500 tấn): bắt đầu bằng chữ Ni (に)
- Tàu tuần dương hạng ba (và tàu với trọng tải ít hơn 3.500 tấn): bắt đầu bằng chữ Ha (は)
- Tên tàu khác: Đặt tên theo ý kiến của Bộ trưởng bộ Hải quân.

Tuy nhiên, tàu tuần dương hạng hai, hạng ba đổi qua sử dụng tên sông vì việc đặt tên trở nên quá phức tạp.
Nó đã trải qua một số thay đổi để cho các thể loại tên được đưa ra ở đây. Tuy nhiên, nếu tên được thừa kế tên của một con tàu trước thì nó có thể không theo hệ thống sau đây.
- Hàng không mẫu hạm - tên đặc biệt [1] (Nhiều trong số chúng là tên thừ hưởng từ tên tàu chiến từ thời Bakumatsu và thời Minh Trị.)[2]
  - Hàng không mẫu hạm hạm đội: bắt đầu bằng chữ Ryū (龍, Long), Tsuru (Kaku) (鶴, Hạc) hoặc Ōtori (Hō) (鳳, Phụng) trước/sau tên của nó
    - Hōshō (鳳翔) Phụng Tường
    - Ryūjō (龍驤) Long Tương
    - Hiryū (飛龍) Phi Long
    - Shōkaku (翔鶴) Tường Hạc
    - Taihō (大鳳) Đại Phụng

  - Tàu chuyển thể: đặt chữ Ōtori (Hō) (鳳, Phụng) ở phía sau
    - Zuihō (瑞鳳) Thụy Phụng
    - Chitose (千歳, Thiên Tuế) và Chiyoda (千代田, Thiên Đại Điền) không bị đổi tên theo biểu quyết của thủy thủ đoàn.[cần dẫn nguồn].

  - Tàu buôn chuyển thể; đặt chữ Taka (Yō) (鷹, Ưng)  ở phía sau
    - Jun'yō (隼鷹) Chuẩn Ưng

  - Và sau ngày 4 tháng 6 năm 1943 - thêm tỉnh và núi
    - Amagi (天城, Thiên thành) Núi Amagi 
    - Katsuragi (葛城, Cát Thành) Núi Yamato-Katsuragi nằm tại biên giới tỉnh Nara—tỉnh Osaka
- Thiết giáp hạm, bao gồm cả tàu chuyển thể thành hàng không mẫu hạm - tỉnh và tên khác của nước Nhật.
  - Nagato (長門,Trường Môn) tỉnh Nagato
  - Yamato (大和, Đại Hoà) tỉnh Yamato (còn là một tên khác cho nước Nhật và dân tộc Nhật)
  - Kaga (加賀,Gia Hạ) tỉnh Kaga
  - Fusō (扶桑, Phù Tang) Fusang (là một tên khác của Nhật Bản)
- Thiết giáp tuần dương và tuần dương hạng nặng, bao gồm cả tàu chuyển chuyển thành hàng không mẫu hạm - núi
  - Kongō (金剛, Kim Cương) núi Kongō
  - Kirishima (霧島, Vụ Đảo) núi lửa Kirishima
  - Akagi (赤城, Xích Thành) núi lửa Akagi
  - Chōkai (鳥海, Điểu Hải) Núi Chōkai
- Tuần dương hạng nhẹ, kể cả tàu được chuyển hạng thành tuần dương hạng nặng - tên sông
  - Tone (利根, Lợi Căn) sông Tone
  - Chikuma (筑摩, Trúc Ma) sông Chikuma
  - Suzuya (鈴谷, Linh Cốc) sông Suzuya(Сусуя) ở tỉnh Karafuto (Sakhalin)
  - Yūbari (夕張, Tịch Trương) sông Yūbari ở Hokkaidō
- Tuần dương huấn luyện (sau năm 1940) — Đền Shinto 
  - Katori (香取, Hương Tụ) Đền Katori
- Khu trục hạm
  - Cho đến ngày 27 tháng 8 năm 1912 - thời tiết, gió, thủy triều, dòng chảy, sóng, mặt trăng, mùa, hiện tượng tự nhiên khác, thực vật
  - Sau ngày 27 tháng 8 năm 1912
    - Các tàu khu trục hạng nhất (trọng tải hơn 1000 tấn) - thời tiết, gió, thủy triều, dòng chảy, sóng, mặt trăng, mùa, hiện tượng tự nhiên khác
      - Ikazuchi (雷) Lôi
      - Yukikaze (雪風) Tuyết Phong
      - Michishio (満潮) Măn Triều
      - Oyashio (親潮) Thân Triều (Hải lưu Oyashio)
      - Sazanami (漣) Liên (gợn nước)
      - Takanami (高波) Cao Ba 
      - Mikazuki (三日月) Tam Nhật Nguyệt (Trăng khuyết/Tháng ba)
      - Yūgumo (夕雲) Tịch Vân
      - Mutsuki (睦月) Mục Nguyệt (Tháng một theo lịch âm Nhật)
      - Wakaba (若葉) Nhã Diệp
      - Yūgure (夕暮) Hoàng Hôn
      - Hibiki (響) Hưởng (Âm vang)

    - Các tàu khu trục hạng hai (trọng tải trên 600 tấn nhưng ít hơn 1.000 tấn) - cây cối
      - Nara (楢, Du) Cây sồi
      - Momi (樅, Linh sam) Cây linh sam
      - Sanae (早苗, Tảo Miêu) Mầm gạo

  - Từ ngày 12 tháng 10 năm 1921 - ngày 31 tháng 7 năm 1928 theo chương trình hạm đội tám-tám
    - Khu trục hạng Nhất (Lớp Kamikaze, Lớp Mutsuki, Lớp Fubuki) số lẻ từ '1' đến '27', số liên tiếp sau  '28'
      - Tàu khu trục số 1 (第1駆逐艦, Đệ nhất Khu trục hạm), đổi tên thành Kamikaze(Thần Phong) vào ngày 1 tháng 8 năm 1928
      - Tàu khu trục số 46 (第46号駆逐艦, Đệ tứ thập lục Khu trục hạm), đổi tên thành Shikinami(Phu Ba) vào ngày 6 tháng 8 năm 1928

    - Khu trục hạng Hai (Lớp Wakatake) — số chẵn từ '2' đến '26'
      - Khu trục số 18 (第18駆逐艦, Đệ thập bát Khu trục hạm), đổi tên thành Karukaya(Cây Kaya) vào ngày 1 tháng 8 năm 1928

  - Sau ngày 4 tháng 6 năm 1943
    - Khu trục kiểu 'A' — Mưa, thủy triều, gió
      - Akisame (秋雨) Thu Vũ
      - Takashio (高潮) Cao triều
      - Shimakaze (島風) Đảo Phong

    - Khu trục kiểu 'B' — gió, mặt trăng, mây, mùa
      - Yamazuki (山月) Sơn Nguyệt
      - Yukigumo (雪雲) Tuyết Vân
      - Hae (南風) Gió nam theo giọng Okinawa, đọc theo tiếng Nhật phổ thông là Minamikaze(Nam Phong)
      - Hayaharu (早春) Tảo Xuân

    - Khu trục kiểu 'D' — cây cối
      - Matsu (松, Tùng) Cây thông
      - Nashi (梨, Lê) Lê Nhật
      - Wakakusa (若草, Nhược Thảo) Cỏ xuân (Nhật?)
- Tàu phóng lôi
  - Cho đến ngày 15 tháng 1 năm 1924 
    - Tàu phóng ngư lôi hạng nhất (trên 120 tấn) - chim
      - Hayabusa (隼, Chuẩn) Chim Cắt lớn

    - Tàu phóng ngư lôi hạng hai hạng ba(dưới 120 tấn) —đánh số liên tiếp từ '1'
      - Tàu phóng lôi số 21 (第21号水雷艇, Đệ nhị thập nhất hiệu thủy lôi đĩnh)

  - Sau ngày 30 tháng 5 năm 1931 — Chim
    - Chidori (千鳥, Thiên Điểu) Chim choi choi
    - Kiji (雉, Trĩ) Gà lôi
- Tàu ngầm
  - Cho đến ngày 31 tháng 10 năm 1924 -đánh số liên tiếp từ '1'
    - Tàu ngầm số 1(第1潜水艦, Đệ nhất Tiềm thủy hạm)
    - Tàu ngầm số 44 (第44号潜水艦, , Đệ tứ thập tứ Tiềm thủy hạm)

  - Sau ngày 1 tháng 11 năm 1924
    - Tàu ngầm hạng nhất (hơn 1000 tấn) -'I' (伊) rồi đánh số liên tiếp bắt đầu từ '1', 'I' là chữ cái đầu tiên trong bài thơ Iroha
      - I-1 (伊号第1潜水艦, Y hiệu Đệ nhất Tiềm thủy hạm)　I-Gō Dai-1 sensuikan
      - I-52 (伊号第52潜水艦, Y hiệu Đệ ngũ thập nhị Tiềm thủy hạm) I-Gō Dai-52 sensuikan

    - Tàu ngầm hạng hai (hơn 500 tấn dưới 1000 tấn) — 'Ro' (呂) rồi đánh số liên tiếp bắt đầu từ '1',  'Ro' chữ cái thứ hai trong bài thơ Iroha
      - Ro-1 (呂号第1潜水艦, Lữ hiệu Đệ nhất Tiềm thủy hạm) Ro-Gō Dai-1 sensuikan
      - Ro-51 (呂号第51潜水艦, Lữ hiệu Đệ ngũ thập nhất Tiềm thủy hạm) Ro-Gō Dai-51 sensuikan

    - Tàu ngầm hạng ba (dưới 500 tấn) —'Ha' (波) rồi đánh số liên tiếp bắt đầu từ '1',  'Ha' chữ cái thứ ba trong bài thơ Iroha. Từ ngàu 30 tháng 5 năm 1931 Tàu ngầm hạng ba được tích hợp lại với tàu ngầm hạng hai.
      - Ha-1 (波号第1潜水艦, Ba hiệu Đệ nhất Tiềm thủy hạm) Ha-Gō Dai-1 sensuikan
      - Ha-9 (波号第9潜水艦, Ba hiệu Đệ cửu Tiềm thủy hạm) Ha-Gō Dai-9 sensuikan
- Tàu pháo — danh lam thắng cảnh và địa danh lịch sử
  - Ataka (安宅, An Trạch) Ataka-no-Seki là một trạm kiểm soát thời Kamakura
  - Suma (須磨, Tu Ma) Suma-no-Ura là cảnh đẹp ở tỉnh Hyōgo
- Tàu phòng vệ biển
  - Cho đến ngày 30 tháng 6 năm 1942 - Đảo
    - Shimushu (占守, Chiêm Thủ) đảo Shumshu thuộc quần đảo Kuril

  - Sau ngày 1 tháng 7 năm 1942
    - Loại 'A' và Loại 'B' — Đảo
      - Etorofu (択捉, Trạch Tróc) Iturup
      - Okinawa (沖縄, Trùng Mẫn) Đảo Okinawa

    - Loại 'C' — Số lẻ bắt đầu từ '1'
    - Loại 'D' — Số chẵn bắt đầu từ '2'
- Tàu hỗ trợ tàu ngầm — cá voi
  - Jingei (迅鯨) Tấn Kình
- Tàu phóng thủy phi cơ — danh từ trừu tượng, từ thành ngữ, tàu thành tích đáng chú ý trong chiến tranh trước đây
  - Chitose (千歳, Thiên Tuế) Nghìn năm
  - Mizuho (瑞穂, Thuỵ Tuệ) một tên khác của Nhật Bản,theo nghĩa đen là "Vùng đất của các cây gạo mạnh mẽ"
  - Nisshin (日進, Nhật Tấn) thừa hưởng tên từ tàu Nisshin
  - Akitsushima (秋津州, Thâu Tân Châu) thừa hưởng tên từ tàu Akitsushima
- Tàu rải mìn
  - là tàu chiến (trang bị gia huy Hoàng gia trên mũi) - Đảo, hải đảo, chiến trường cổ
    - Itsukushima (厳島, Nghiêm Đảo) chiến trường cổ đại của Trận Miyajima (Itsukushima Kassen)
    - Okinoshima (沖島, Trùng Đảo) Okinoshima, và chiến trường của Trận Tsushima
    - Yaeyama (八重山, Bát Trọng Sơn) Quần đảo Yaeyama

  - là thuyền rải mìn,dây cáp - mũi, điểm, đảo, hòn đảo nhỏ
    - Sokuten (測天, Trắc Thiên) Đảo Sokuten là một trong những hòn đảo của quần đảo Bành Hồ
    - Shirakami (白神, Bạch Thần) Mũi Shirakami

  - là tàu rải mìn phụ trợ - Tên số
    - Tàu rải mìn phụ trợ số 1 (第1号敷設特務艇, Đệ nhất hiệu Phu thiết đặc vụ đĩnh)
- Tàu đặt lưới
  - là tàu chiến (trang bị gia huy Hoàng gia trên mũi) 
    - Cho đến ngày 3 tháng 6 năm 1943 - đặt chữ ở phía sau Taka(鷹, chim ưng) 
      - Shirataka (白鷹) Bạch Ưng

    - Và sau ngày 4 tháng 6 năm 1943 - chim
      - Asadori (朝鳥) Triêu Điểu

  - thuyền đặt lưới - chim
    - Tsubame (燕, Yến) Nhạn bụng trắng
- Tàu phụ trợ
  - Tàu chở than, tàu chở dầu, tàu phá băng, tàu chở hàng, tàu sửa chữa, tàu mục tiêu tự hành, tàu vũ khí - mũi, điểm, eo biển, kênh, vịnh, cảng
    - Wakamiya (若宮, Nhã Cung) Mũi Wakamiya; phân loại đầu tiên của cô là tàu vận chuyển. Mũi Wakamiya (Wakamiya-zaki) nằm ở Đảo Wakamiya,Quần đảo Oki
    - Akashi (明石, Minh Thạch) Eo biển Akashi là khoảng nước giữa Akashi và Đảo Awaji
    - Nojima (野島, Dã Đảo) Mũi Nojima ở Bán đảo Bōsō
    - Hayasui (速吸, Tốc Hấp) Hayasui-no-Seto là tên cũ của eo biển Hōyo
    - Ōtomari (大泊, Đại Phách) Cảng Ōtomari ở phía nam đảo Sakhalin

  - Tàu quét mìn, tàu đổ bộ, tàu tuần tra, tàu phóng lôi động cơ, tàu đuổi tàu ngầm - tên đánh số
    - Tàu quét mìn số 1 (第1号掃海艇, Đệ nhất Tảo hải đĩnh)
    - Tàu đổ bộ số 1 (第1号輸送艦, Đệ nhất hiệu Du tống hạm)
    - Tàu tuần tra số 1 (第1号哨戒艇, Đệ nhất hiệu Tiêu giới đĩnh)
    - Tàu phóng lôi động cơ số 1 (第1号魚雷艇, Đệ nhất hiệu Ngư lôi đĩnh)
    - Tàu đuổi tàu ngầm số 1 (第1号駆潜艇, Đệ nhất Khu tiềm đĩnh)
- Tàu khác
  - Tàu chở hàng, tàu cứu hộ - cầu hoặc trạm trên tuyến đường trục
    - Komahashi (駒橋, Câu Kiều) Komahashi-shuku là trạm trên Đại lộ Kōshū Kaidō
    - Yodohashi (淀橋, Điến Kiều) Cầu Yodohashi trên Đại lộ Ōme Kaidō

  - Tàu sửa chữa - Eo biển, eo đất
    - Hayase (早瀬, Tảo Lai) Hayase-no-Seto là eo nước giữa đảo Kurahashi và đảo Higashi-Nōmi
    - Hitonose (飛渡瀬, Phi Độ Lai) Hitonose là eo đất giữa đảo Etajima và đảo Nōmi

  - Và tấn tàu cứu hộ và tàu kéo hơn 600, và sau ngày 22 tháng 1 năm 1937 - tên liên quan tới các căn cứ hải quân (bãi neo đậu, tên địa điểm, đảo)
    - Tategami (立神, Lập Thần) Bãi neo đậu Tategami tại căn cứ hải quân Sasebo
    - Hashima (波島, Ba Đảo) Đảo Hashima là hòn đảo nhỏ trong Căn cứ Hải quân Yokosuka

  - Tàu còn lại — Tên đánh số

### Sau thế chiến
Trước khi cuộc chiến kết thúc tên tàu Nhật Bản được viết bằng chữ kanji; sau khi kết thúc chiến tranh, truyền thống này đã bị bỏ thay bằng dùng chữ hiragana để tách biệt hình tượng của Lực lượng phòng vệ biển hải khỏi hải quân cũ.
- Tàu khu trục trực thăng và tàu sân bay trực thăng (DDH)- các tỉnh và núi truyền thống:
  - Shirane(しらね), Izumo(いずも)
- Tàu khu trục mang tên lửa dẫn đường (DDG) — núi và điều kiện thời tiết: 
  - Kongō(こんごう), Hatakaze(はたかぜ)
- Khu trục nhỏ (DD) — thời tiết: 
  - Akizuki(あきづき), Asahi(あさひ)
- Tàu hộ tống (DE/FFM) - Sông
  - Abukuma(あぶくま), Mogami (もがみ)
- Tàu ngầm (SS) — dòng hải lưu và động vật huyền thoại tốt lành: 
  - Harushio(はるしお), Sōryū(そうりゅう)
- Tàu tiếp tế dầu (AOE) - hồ: 
  - Towada(とわだ)
- Các cảng vận truyển đổ bộ và Tàu lính (LST) - bán đảo: 
  - Ōsumi(おうすみ)

## Dịch tên
Bản dịch tên của tàu chiến Nhật chỉ cung cấp tên; bản dịch theo nghĩa đen của các ký tự không nhất thiết đại diện cho cách nhận biết các tên đó của người Nhật. Ví dụ,khả năng người Nhật nhận thức từ Akagi là "lâu đài đỏ" tưong đương người Việt Nam nhật thức Hà Nội là "trong dòng sông"
Có một xu hướng trong một số bản dịch các tên tiếng Nhật có một chút thơ ca. Ví dụ, Shōkaku thường được dịch là "Hạc bay trên thiên đàng", nhưng "hạc bay" hoặc "Hạc phóng" là bản dịch chính xác hơn. Một bản dịch thơ ca khác là "vùng đất của cây dâu tằm" cho Fusō - fuso là một cái tên Trung Quốc cho một cây thần thoại được cho là mọc về phía đông, do đó là một từ thơ ca cũ cho Nhật Bản.
Trong Thế chiến thứ hai, cơ cấu của Hải quân Nhật là một bí mật quân sự. Tình báo Hải quân Mỹ đã xây dựng kiến thức về tàu địch thông qua trinh sát ảnh, thẩm vấn tù nhân và chặn tín hiệu. Không chánh được một số sai lầm và hiểu sai; một trong số này đã được lặp lại trong các tường thuật sau chiến tranh dựa trên các tài liệu của Hải quân Hoa Kỳ. Ví dụ, một tù nhân chiến tranh sau trận Midway báo cáo sự tồn tại của một tàu sân bay tên là Hayataka. Đây là một sự hiểu lầm về các kí tự 隼 鷹 trong kun-yomi, trong khi trường hợp này được đọc đúng theo on-yomi là Junyō. Theo đó, nhiều tài liệu của Hoa Kỳ đề cập đếnt tàu sân bay này là Hayataka hoặc lớp của nó là lớp Hayataka.

### Sách
- Monthly Ships of the World, "Kaijinsha". (Japan)
  - No. 441, Special issue Vol. 32, "Japanese cruisers", September 1991
  - No. 453, Special issue Vol. 34, "History of Japanese destroyers", July 1992
  - No. 469, Special issue Vol. 37, "History of Japanese submarines", August 1993
  - No. 507, Special issue Vol. 45, "Escort Vessels of the Imperial Japanese Navy", February 1996
  - No. 522, Special issue Vol. 47, "Auxiliary Vessels of the Imperial Japanese Navy", March 1997
- Daiji Katagiri, Ship Name Chronicles of the Imperial Japanese Navy Combined Fleet (聯合艦隊軍艦銘銘伝, Rengōkantai Gunkan Meimeiden?) (聯合艦隊軍艦銘銘伝, Rengōkantai Gunkan Meimeiden?), Kōjinsha (Japan), June 1988, ISBN 4-7698-0386-9
- Masahide Asai, Ship name examination of the Japanese Navy (日本海軍 艦船名考, Nihon Kaigun Kansenmeikou?) (日本海軍 艦船名考, Nihon Kaigun Kansenmeikou?), Tōkyō Suikōsha (fringe organization of the Ministry of the Navy), December 1928
- Motoyoshi Hori, Destroyer - Technical recollection (駆逐艦 その技術的回顧, Kuchikukan, Sono gijutsuteki-kaiko?) (駆逐艦 その技術的回顧, Kuchikukan, Sono gijutsuteki-kaiko?), Hara Shobō (Japan), June 1987, ISBN 978-4-562-01873-4
- Shizuo Fukui, Stories of the Japanese aircraft carriers, Kojinsha, Japan, 1996, ISBN 4-7698-06558.
- 1/700 Water Line Series Guide book of Imperial Japanese Navy ships, Shizuoka Plastic Model Manufacturers Association (Aoshima Bunka Kyozai/Tamiya Corporation/Hasegawa Corporation), October 2007
- "Japan Center for Asian Historical Records (JACAR)"., National Archives of Japan
  - Reference code: C05110830400, [Data in English is under preparation] 官房３０６号 １２．１．２２ 雑役船の公称番号及船種変更の件.
  - Reference code: C13071953800, [Data in English is under preparation] 第１３類　艦船（４）.